# Ziehen-Oppenheim-Syndrom
Das Ziehen-Oppenheim-Syndrom (Synonyme: Oppenheim-Syndrom, Schwalbe-Ziehen-Oppenheim-Syndrom, idiopathische Torsionsdystonie, Dystonia musculorum deformans, Early onset torsion dystonia) bezeichnet eine generalisierte Dystonie, eine seltene Form der hyperkinetischen Bewegungsstörungen. Es handelt sich um eine primäre, idiopathische, generalisierte, früh beginnende (Kindes- oder Jugendalter) Torsionsdystonie. Als Erstbeschreiber (1911) gilt Hermann Oppenheim.

## Verbreitung
Die Prävalenz variiert in Europa zwischen ca. 1:100.000 und 1:300.000. Aufgrund einer Founder-Mutation (vor ca. 350 Jahren) ist die Prävalenz bei Aschkenasim-Juden 5- bis 10-mal höher.

## Ursache und Entstehung
- meist autosomal-dominant (selten autosomal-rezessiv oder X-chromosomal) vererbte Genmutation (30–40 % Penetranz)
- Deletion eines GAG-Triplett (Guanin, Adenin = Nukleinbase, Grundbaustein der Nukleinsäuren DNA und RNA) im DYT1-Gen auf Chromosom 9q34 (langer Arm des Chromosom 9)
- dieses Gen codiert für das ATP-bindende Protein Torsin A
- Lokalisation von Torsin A ubiquitär in Neuronen des ZNS
- Torsin A hat im endoplasmatischen Retikulum und in der Kernmembran die Funktion eines Chaperons (Proteine, die neu synthetisierten Proteinen helfen sich korrekt zu falten)
- Torsin A interagiert evtl. mit dem Dopamin-Transporter und ist am intrazellulären Transport beteiligt. Die Ursache von Dystonien liegt also in einer Störung der Regulation der Nichtwillkür-Motorik (teilweise auch der Willkür-Motorik) im Bereich der Basalganglien (u. a. durch gestörten Dopamin-Haushalt und fehlerhafte Proteine)

Eine zentrale Rolle im pathophysiologischen Modell der Oppenheim-Dystonie spielt der Globus pallidus internus (GABAerg). Dieser hat eine inhibitorische Wirkung auf die thalamo-kortikalen Neurone. Fehlt diese Hemmung, kommt es zu hyperkinetischen Bewegungsstörungen.

## Klinische Erscheinungen
Bewegungsstörung (Hyperkinese) mit unwillkürlichen, wiederkehrenden und anhaltenden Muskelkontraktionen in einer oder mehreren Regionen des Körpers, die häufig zu verdrehenden und repetitiven Bewegungen oder abnormen Haltungen führen. Beginn der Symptome in der Regel im mittleren oder späten Kindesalter in einem Arm oder Bein. Beim Großteil der Patienten kommt es in den nächsten fünf Jahren zu einer Generalisierung. Typisches Merkmal von Dystonien ist eine Verstärkung bei motorischer Aktivität (Aktionsdystonie) sowie in Belastungs- und Anspannungssituationen.
- Über-Extension/Flexion der Hand
- Über-Inversion des Fußes
- wurmartige Bewegungen
- Torsion der Wirbelsäule
- Dromedar-Gait (Dromedar-Gang)
- überdurchschnittliche kognitive Funktionen[3]

## Untersuchungsmethoden
- Anamnese (auch familiär, Medikamente)
- klinische Zeichen
- Erkennen von typischen Bewegungsmustern
- Kernspintomographie (in der Regel keine auffälligen strukturellen Läsionen)
- Positronen-Emissions-Tomographie (Veränderungen der regionalen Glukoseutilisation)
- EEG
- Blutbild
- Urinprobe
- genetische Untersuchung

Zusatzsymptome wie Rigor, Ruhetremor, Pyramidenbahnzeichen, kognitive Störungen und Ataxie sind nicht mit primärer Dystonie vereinbar.

## Differenzialdiagnose
Differenzialdiagnosen sind Stoffwechselerkrankungen (ZNS, Morbus Wilson) und andere Dystonieformen (sekundäre Dystonien).

## Therapie
- lokal: Botulinum-Toxin-Injektion
- generalisiert: Anticholinergika
- Benzodiazepine
- intrathekale Applikation von Baclofen
- medikamentöse Kombinationstherapie
- Tiefenhirnstimulation (Globus pallidus internus beidseits)[4]
- zusätzlich: Physiotherapie (u. a. sensorische Tricks), bei Bedarf Ergotherapie, Logopädie, Psychotherapie

## Prognose
Der Krankheitsverlauf kann sich sehr variabel gestalten, deshalb ist eine Prognose nur schwer zu stellen. Im Allgemeinen lässt sich sagen, dass bei früherem Beginn die Wahrscheinlichkeit einer Generalisation zunimmt.
Trotz häufiger Generalisation können ca. 75 % der Patienten gehen und ein selbständiges Leben führen. Mit den modernen Therapiemöglichkeiten haben sie also eine relativ gute Lebensqualität.